# Oenanthe apiifolia
Oenanthe apiifolia är en flockblommig växtart som beskrevs av Felix de Silva Avellar Brotero. Oenanthe apiifolia ingår i släktet stäkror, och familjen flockblommiga växter. Inga underarter finns listade i Catalogue of Life.